# Bukovany (Olomouc)
Bukovany è un comune della Repubblica Ceca, facente parte del distretto di Olomouc nell'omonima regione.
È situata a circa 7 km a est di Olomouc e a 217 km ad est di Praga.